# Чемпіонат СРСР з футболу 1953 (клас «А»)
Сезон 1953 року у класі «А» чемпіонату СРСР з футболу — 15-й в історії турнір у вищому дивізіоні футбольної першості Радянського Союзу. Тривав з 19 квітня по 13 вересня 1953 року. 
Розпочинали змагання 12 команд, у тому числі учасник турніру попереднього сезону Команда міста Калініна, яка напередодні нового сезону переїхала до Москви та змінила назву на МВО (Москва). Цю команду було знято зі змагання після шести турів, результати відіграних нею матчів 1953 року — анульовано. Медалі чемпіонату розіграли між собою 11 команд, що лишилися.
Переможцем сезону стала команда «Спартак» (Москва), для якої ця перемога у чемпіонаті стала другою поспіль та п'ятою в історії.
| Чемпіон СРСР 1953            |
| ---------------------------- |
| «Спартак» (Москва) 5-й титул |

## Підсумкова таблиця
| М     | Команда              | І  | В  | Н | П  | М     | О  |
| ----- | -------------------- | -- | -- | - | -- | ----- | -- |
|       | «Спартак» (Москва)   | 20 | 11 | 7 | 2  | 47-15 | 29 |
|       | «Динамо» (Тбілісі)   | 20 | 11 | 5 | 4  | 39-24 | 27 |
|       | «Торпедо» (Москва)   | 20 | 11 | 3 | 6  | 34-34 | 25 |
| 4     | «Динамо» (Москва)    | 20 | 8  | 7 | 5  | 34-19 | 23 |
| 5     | «Зеніт» (Ленінград)  | 20 | 11 | 1 | 8  | 25-21 | 23 |
| 6     | «Локомотив» (Москва) | 20 | 6  | 6 | 8  | 21-28 | 18 |
| 7     | «Зеніт» (Куйбишев)   | 20 | 6  | 5 | 9  | 22-25 | 17 |
| 8     | «Динамо» (Київ)      | 20 | 6  | 5 | 9  | 21-26 | 17 |
| 9     | «Локомотив» (Харків) | 20 | 6  | 4 | 10 | 19-34 | 16 |
| 10    | «Динамо» (Ленінград) | 20 | 5  | 4 | 11 | 20-33 | 14 |
| 11    | «Спартак» (Вільнюс)  | 20 | 2  | 7 | 11 | 10-33 | 11 |
| знято | МВО (Москва)         |    |    |   |    |       |    |

## Медалісти
Гравці перших трьох команд, які взяли участь щонайменше в половині матчів, отримали медалі чемпіонату.
 «Спартак» (Москва): Михайло Піраєв, Микола Тищенко, Юрій Сєдов, Анатолій Башашкін, Віктор Васильєв, Ігор Нетто, Микола Паршин, Олексій Парамонов, Борис Татушин, Микита Симонян, Микола Дементьєв, Валентин Ємишев, Анатолій Рисцов. 		
 «Динамо» (Тбілісі): Володимир Марганія, Володимир Елошвілі, Микола Гагнідзе, Микола Гоглідзе, Джумбер Русадзе, Реваз Махарадзе, Георгій Антадзе, Автанділ Гогоберідзе, Костянтин Гагнідзе, Заур Калоєв, Олександр Котрікадзе, Юрій Вардиміаді, Автанділ Чкуаселі. 
 «Торпедо» (Москва): Юрій Петров, Олег Михайлов, Августін Гомес, Михайло Бичков, Лев Самохін, Павло Саломатін, Юрій Чайко, Борис Сафронов, Віталій Вацкевич, Валентин Іванов, Віктор Федоров, Євген Малов, Золтан Бреньо, Юрій Золотов, Олексій Анісімов.